# Western

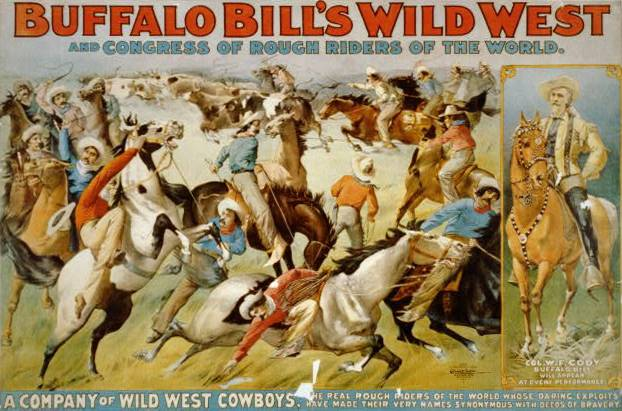
Cartaz publicitário dos espectáculos de Buffalo Bill, de 1899

O Western ou faroeste é um gênero de vários tipos de arte que contam histórias ambientadas, primordialmente, no Velho Oeste dos Estados Unidos do século XIX, normalmente centrado na vida dos cowboys ou pistoleiros armados com revólveres e rifles da época, em cima dos seus cavalos. Estes personagens frequentemente usavam o notório chapéu stetson, bandanas, esporas, botas e camurças. Outros personagens incluem índios americanos, bandidos, homens da lei, caçadores de recompensas, foras da lei, cavalaria montada, colonos e moradores da cidade.

## Na mídia

### Literatura
Os exemplos mais famosos são os romances de Karl May, Zane Grey e Max Brand, também foram explorados na literatura popular e barata nos penny dreadfuls, dime novels, revistas pulp e livros de bolso.
A literatura sobre o Oeste é um género literário onde os diálogos são, em termos gerais, mas não obrigatoriamente, curtos; onde acção ocupa a maior parte da história, sem grandes descrições e a paisagem costuma ser apelativa e espectacular. É também um género que facilmente pode ser adaptado a um meio de expressão visual. Os filmes western, cuja acção se situa em locais remotos e selvagens da Califórnia, Arizona, Utah, Colorado ou do Wyoming, desde cedo deram um lugar especial à paisagem como uma presença física que por vezes se sobrepõe aos próprios actores no papel de personagem principal.
A ideia que daria origem aos westerns do tipo Oeste selvagem tem, talvez, o seu mais remoto precedente com os espectáculos sobre o wild west ("oeste selvagem") protagonizados por Buffalo Bill, a partir de 1883.
Se, nos Estados Unidos, pode-se considerar The Virginian, de Owen Wister (1902) como o primeiro romance deste género, o escritor alemão Karl May já escrevia histórias deste teor desde 1876. May teve uma influência determinante no emigrante alemão Carl Laemmle, que fundaria a Universal Pictures. Até mesmo James Fenimore Cooper, autor de The Last of the Mohicans (O Último dos Moicanos, de 1826), seria profundamente influenciado pelo escritor alemão.
Os temas universais do western também já eram conhecidos na Inglaterra desde o século XIX, quando Conan Doyle escreveu sua primeira história de Sherlock Holmes, Um estudo em vermelho, em 1887. Na segunda parte desse livro, ele conta a vida de mórmons no continente norte-americano, com todos os elementos de um bom conto sobre o Oeste de fins do século XIX.
O western já existia, portanto, antes do advento do cinema, consubstanciado num género literário distinto. Pode-se ainda referir alguns autores como Zane Grey, Max Brand, O. Henry, Louis L'Amour e Elmore Leonard.

### Cinema
O cinema western começou a se tornar popular a partir da década de 1930 e se tornaram um gênero recorrente em Hollywood.
Muitas vezes, os filmes estão situados em territórios inexplorados ou indisciplinados sob a ameaça latente de ataque dos índios, ou cidades sem lei, onde os bandidos aterrorizam a população.
Nos filmes de western predominam dois tipos de ambientação: o do Oeste selvagem e o do Oeste da passagem para o século XX. Nessa segunda abordagem, pode ser citado o famoso e cultuado The Wild Bunch (no Brasil, Meu ódio será tua herança), no qual aparecem algumas tecnologias em seu início, como os primeiros carros, telégrafos, locomotivas e até aeroplanos. Em Butch Cassidy, Paul Newman experimenta uma bicicleta numa cena famosa. É comum a escolha dessa segunda ambientação por parte dos diretores e artistas, com o sentido de se fazer uma analogia ao fim do apogeu do western como gênero cinematográfico; ou mesmo o de alguns dos próprios artistas.
Exemplo de personagens: Hopalong Cassidy, Cisco Kid, Django, Durango Kid e Pistoleiro sem nome.

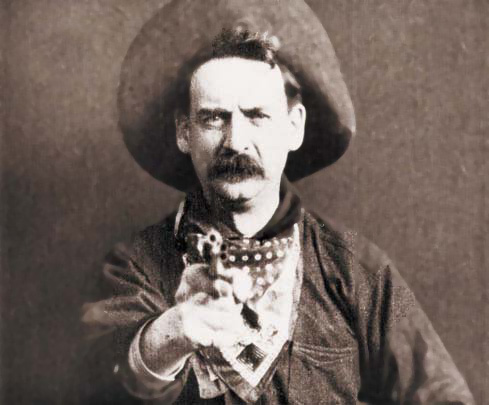
Justus D. Barnes no filme The Great Train Robbery de 1903.
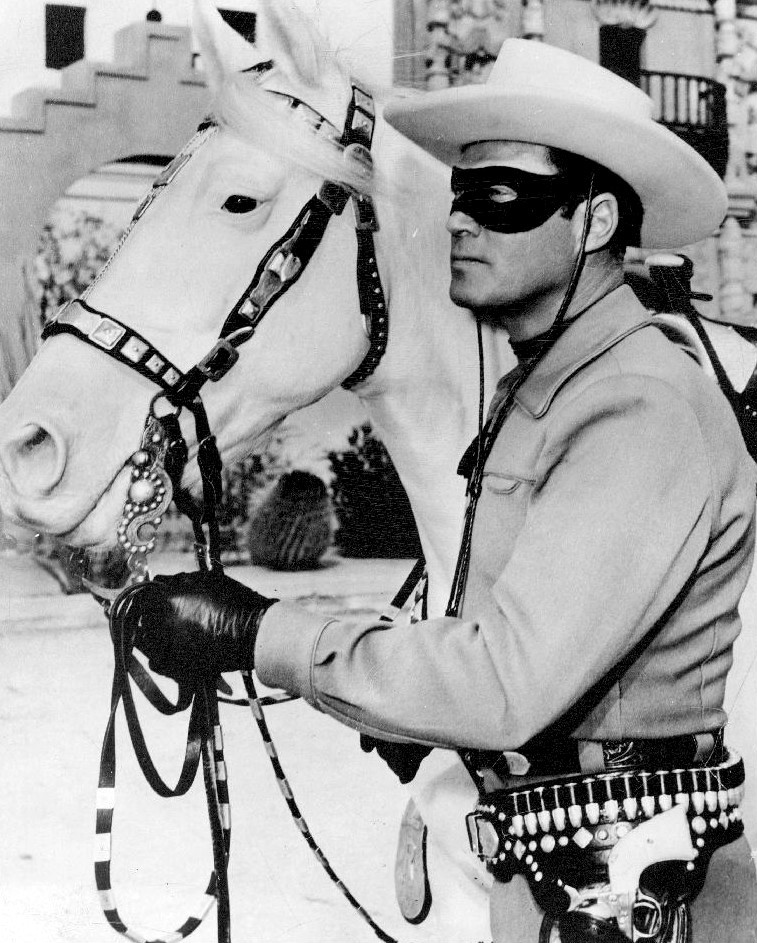
Clayton Moore como o "Lone Ranger" em 1965.
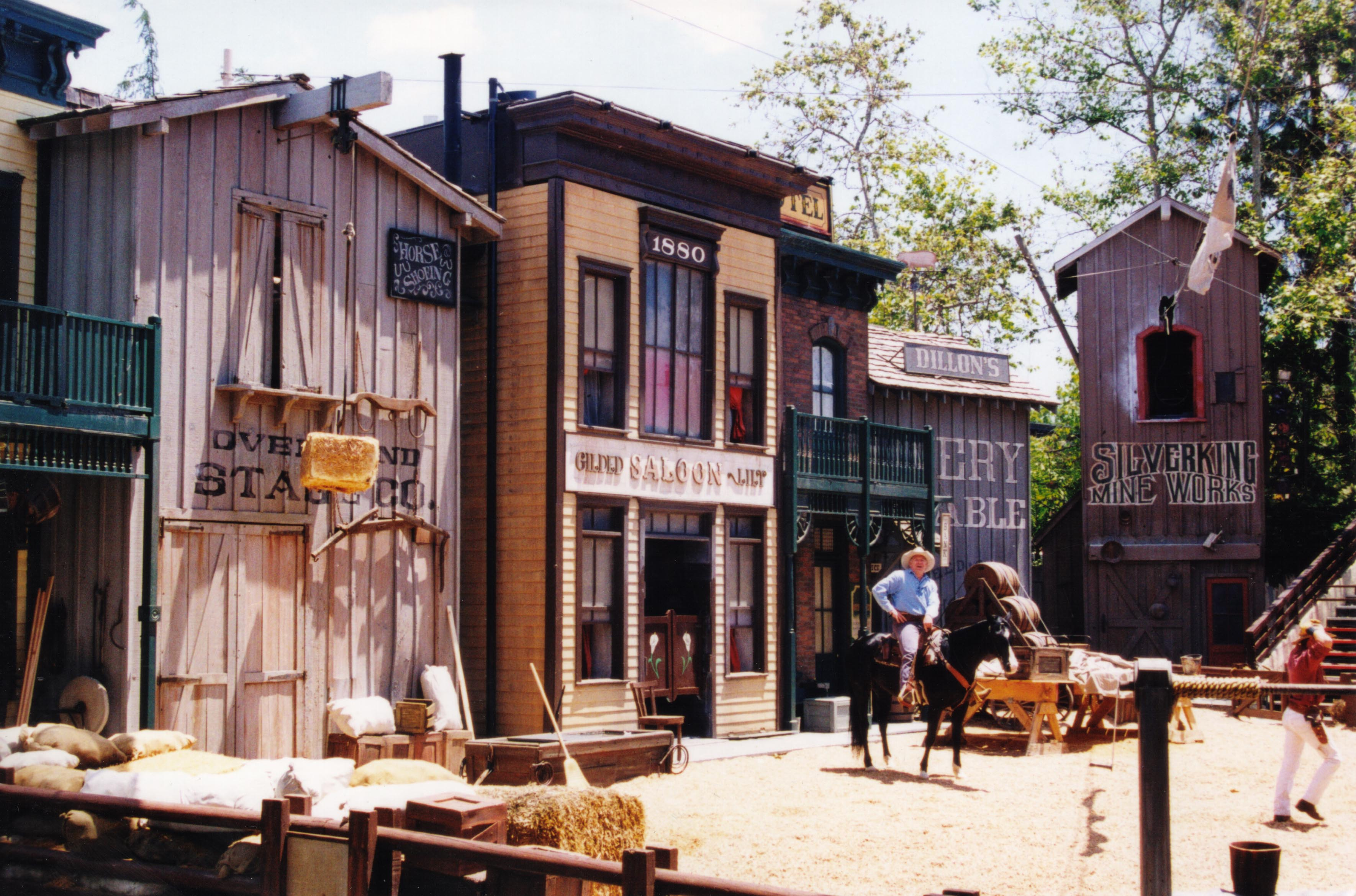
Ambientação de westerns nos Estúdios da Universal.
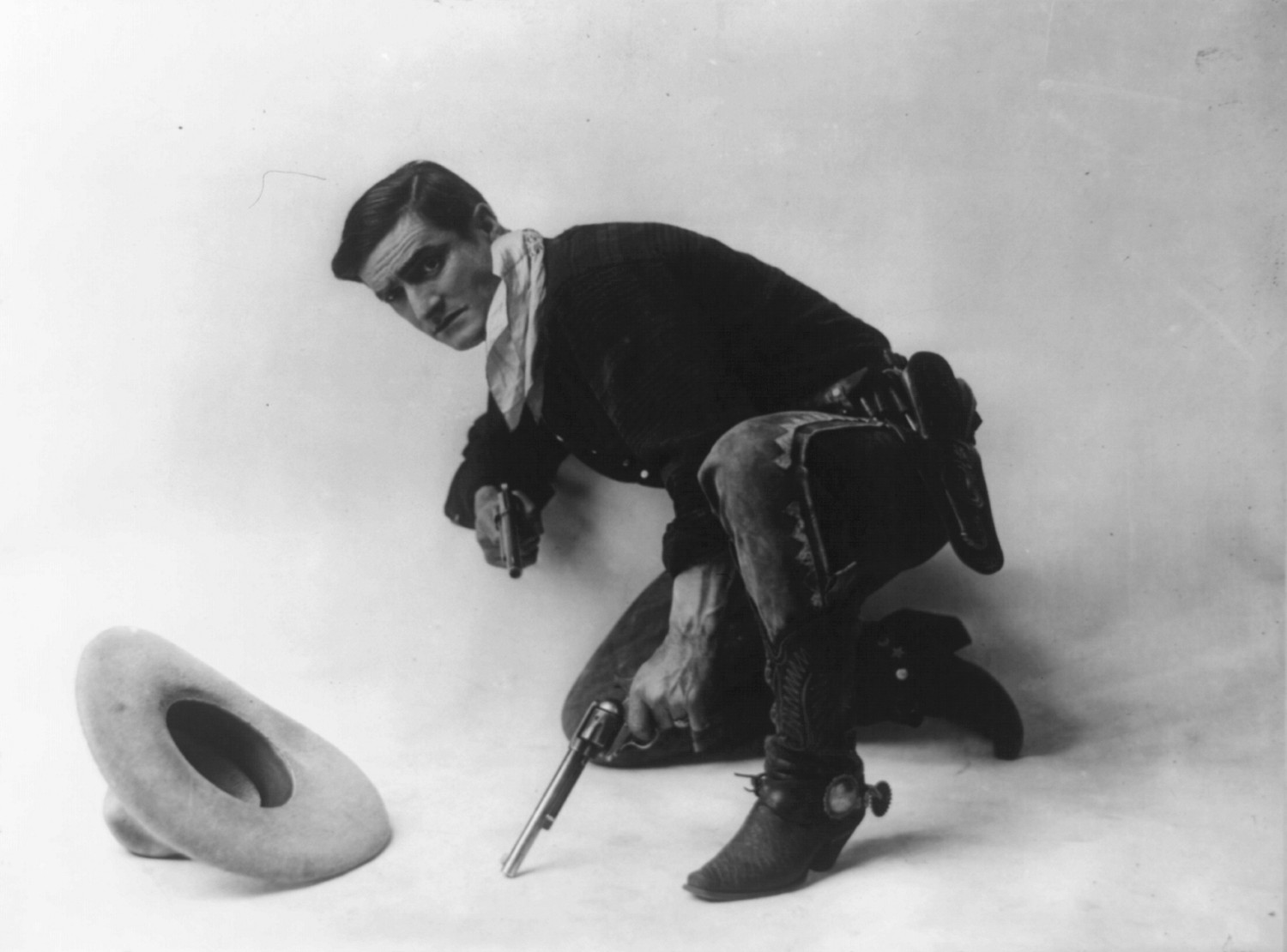
Tom Mix num filme de 1919.

### Histórias em quadrinhos

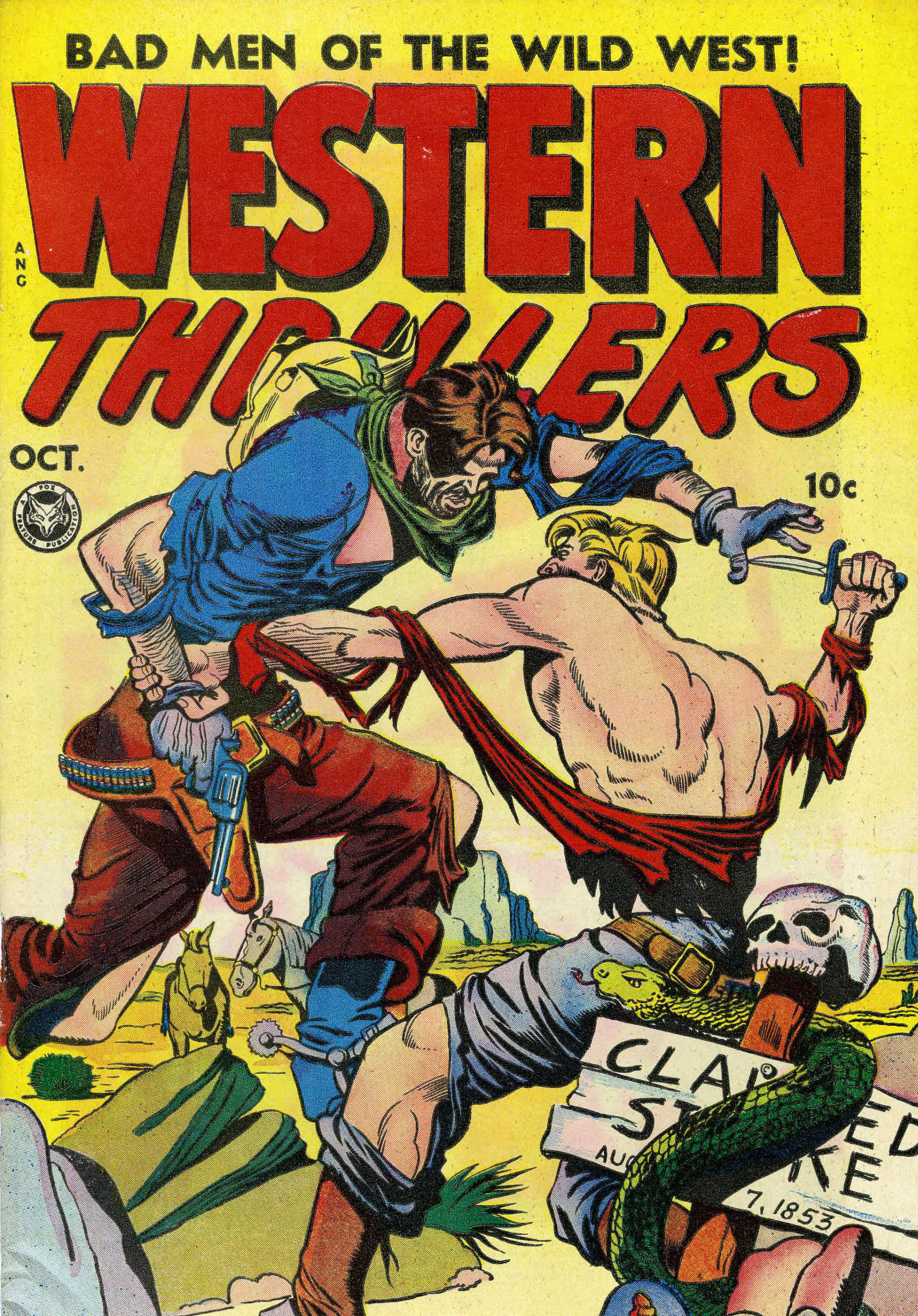
Capa da revista em quadrinhos Western Thrillers #2, Fox Feature Syndicate, arte de Myron Fass

Normalmente, as histórias em quadrinhos possuem roteiros dramáticos sobre cowboys, pistoleiros, homens da lei, caçadores de recompensa, foras da lei, e os nativos americanos. Os desenhos retratam uma América rural preenchida com imagens icônicas tais como armas, chapéus de cowboy, coletes, cavalos, bares, fazendas e desertos. A primeira tira de jornal foi Young Buffalo Bill de Harry O’Neil, lançada em 1928.
Ex: Black Rider, Blueberry e Tex Willer.